# Rathaus Sankt Veit an der Glan

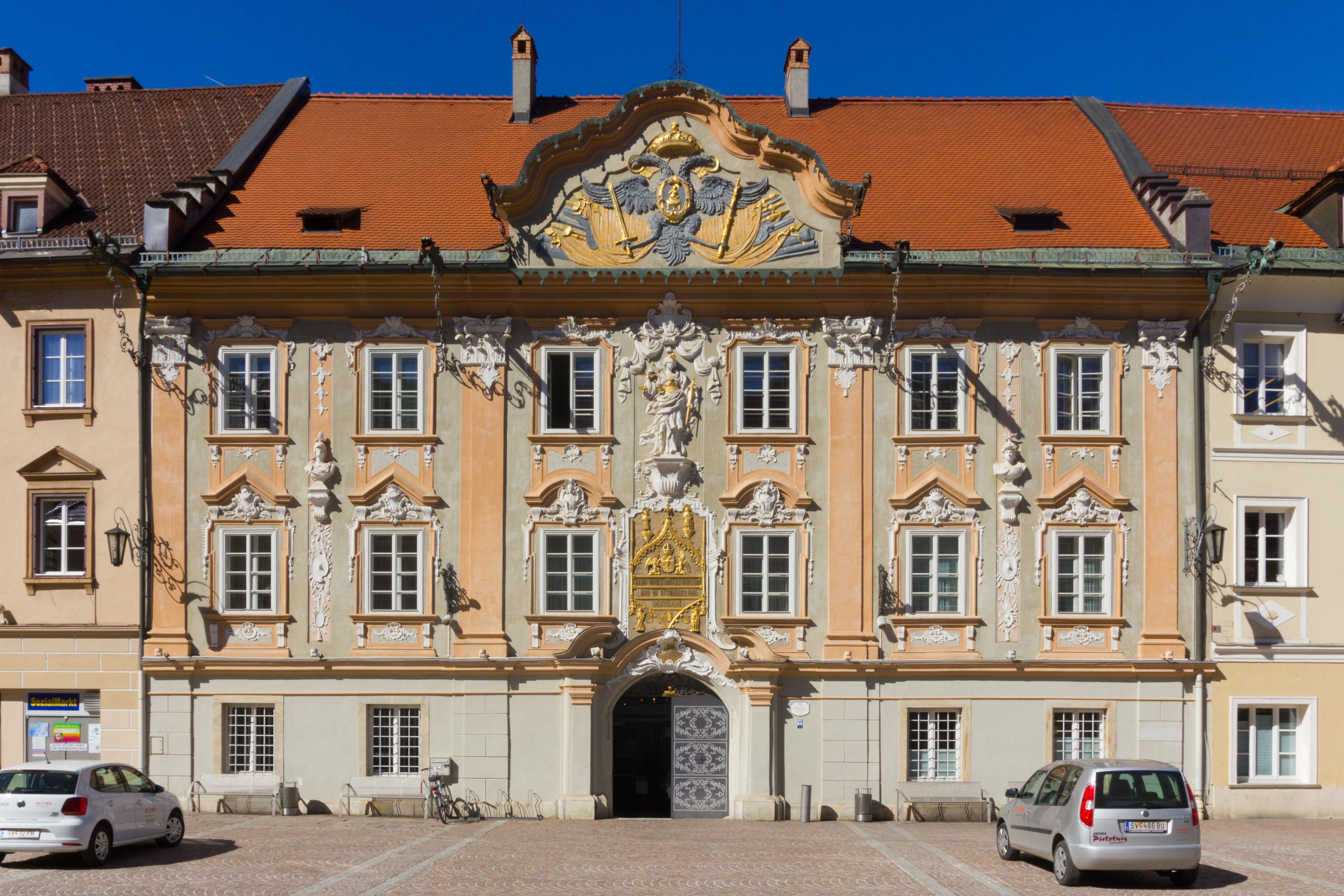
Gesamtansicht

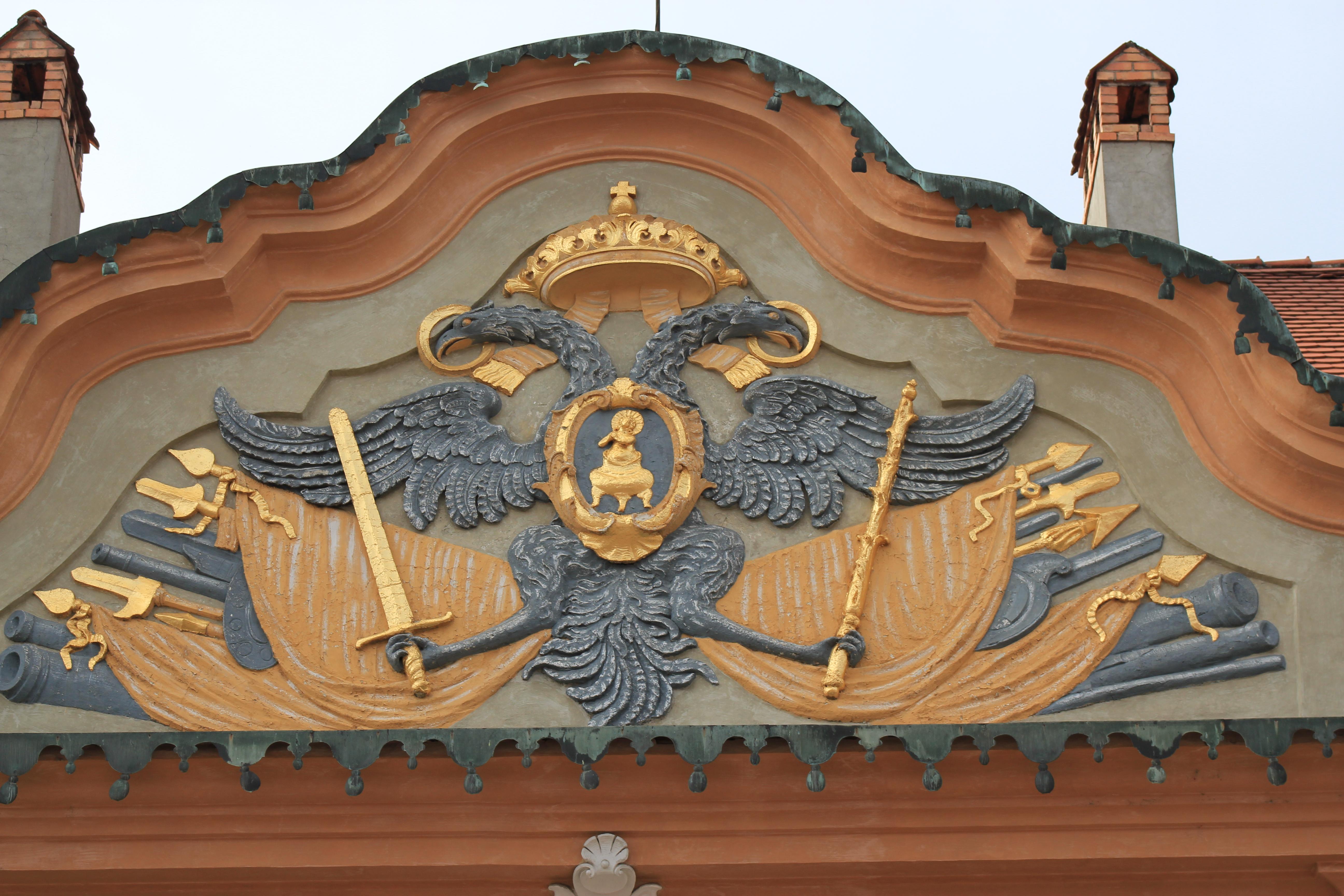
Giebel des Rathauses

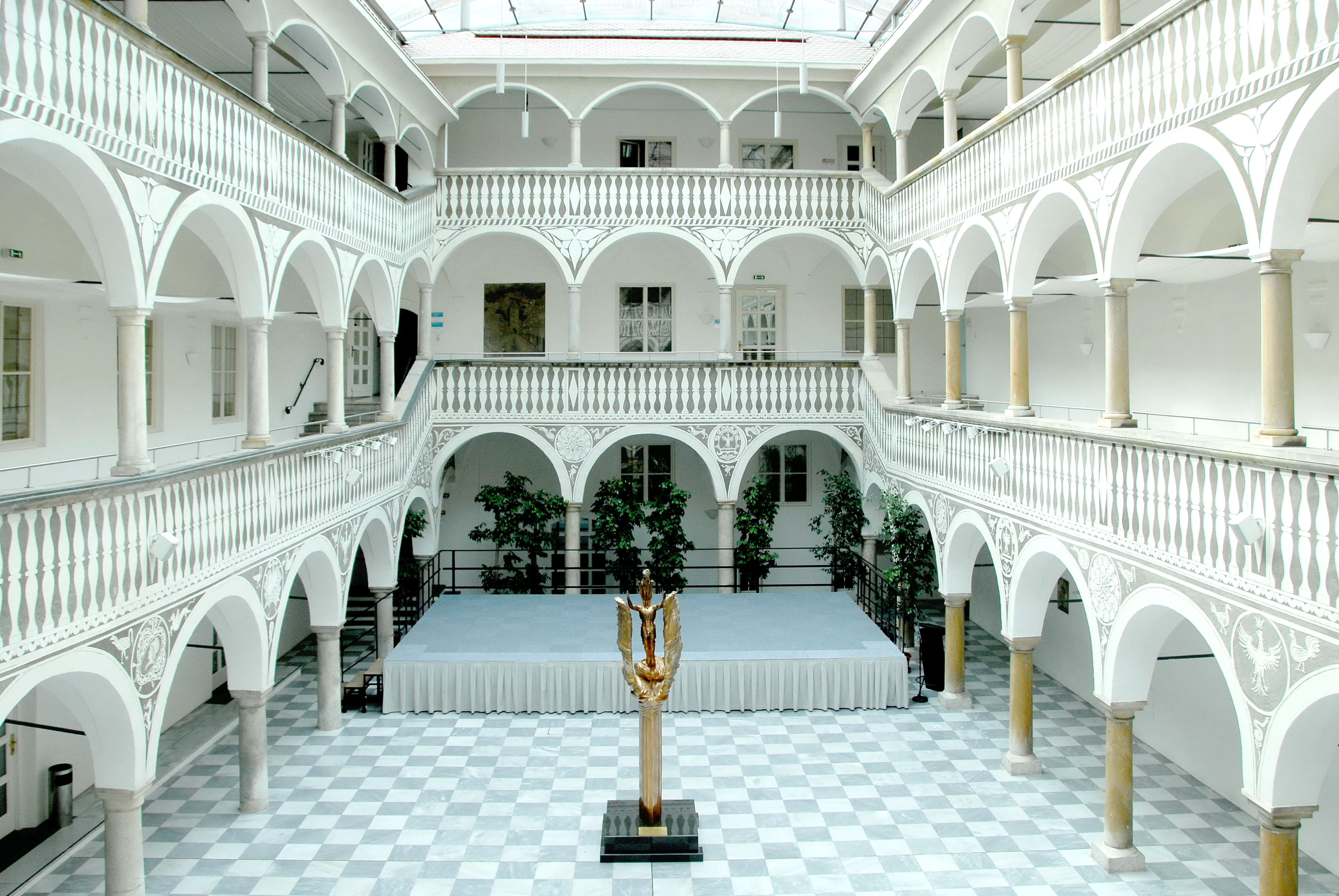
Innenansicht

Das Rathaus von Sankt Veit an der Glan steht an der nördlichen Längsseite vom St. Veiter Hauptplatz. Es ist ein dreigeschoßiger, sechsachsiger, im Kern gotischer Bau, der im 16. und 18. Jahrhundert verändert wurde. Vom Bau des 15. Jahrhunderts stammt das profilierte Kielbogenportal. Darüber ist eine mit 1468 bezeichnete Metallgusstafel mit vier Heiligenfigürchen, dem Kärntner Wappen, dem Reichswappen, den Hauszeichen der Stifterfamilien Gleismüller und Kaltenhauser sowie der Spruch „Aeins mans red ein halbe red. Man sol sy verhoren bed.“ aus dem Sachsenspiegel.
1754/55 erfolgte eine barocke Umgestaltung der Fassade durch Marx Josef Pittner mit Wellengiebel, reichem Stuckdekor mit Blumengirlanden an den Fensterverdachungen und Trophäenschmuck zwischen den Fensterachsen. Die Statue der Justitia wird Johann Pacher zugeschrieben.
Die Wasserspeier in Drachenform, das Oberlichtgitter des Portals mit dem heiligen Vitus und die Schmiedeeisengeländer in der Einfahrt wurden 1754 von Franz Ortner gefertigt.
Der dreigeschoßige Arkadenhof mit toskanischen Säulen und einer Sgraffitodekoration, die Balustersäulchen imitiert und die Bogenzwickel dekorativ füllt, wurde um 1540 geschaffen. Erweiterungen des Hofs fanden statt: Im 17. Jahrhundert an der Nordseite, im 20. Jahrhundert an der Ost- und Südseite. 1953 wurden die Sgraffiti erneuert. Der Innenhof wurde 1998 nach Plänen des Architekten Herfried Peyker überdacht und wird seitdem für kulturelle Veranstaltungen genutzt.
Die stuckierte Decke des großen Saals im ersten Obergeschoß stammt von Marx Josef Pittner, 1754.

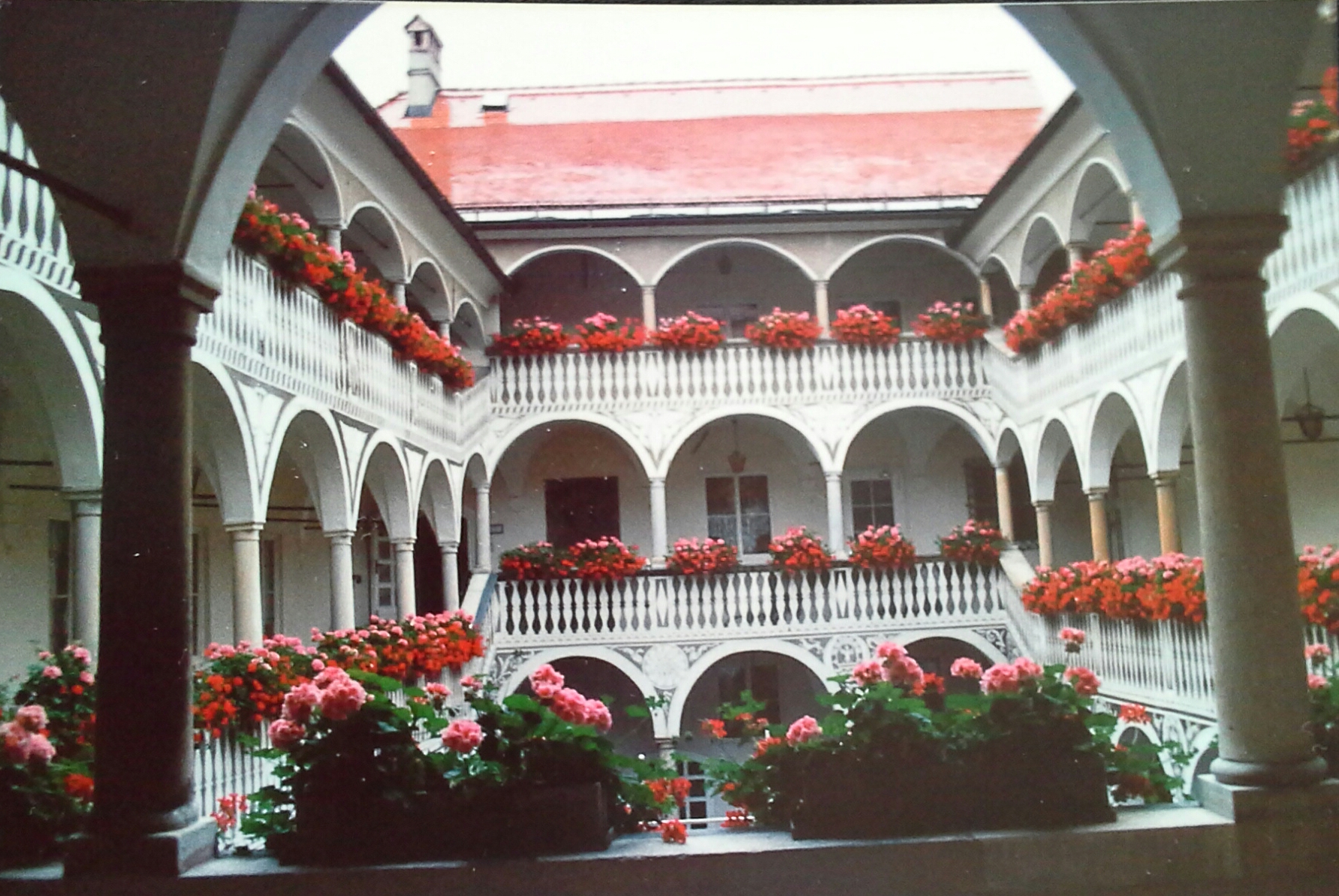
Innenhof des Rathauses Sankt Veit an der Glan

Das Gebäude steht unter Denkmalschutz (Listeneintrag).